# Gruppe (Botanik)
Die Gruppe ist neben dem Cultivar eine der zwei nach dem Internationalen Code der Nomenklatur der Kulturpflanzen (ICNCP) 1995 eingeführten anerkannten Rangstufen für Kulturpflanzen. Sie hat keine feste Position innerhalb der taxonomischen Rangstufen des ICBN; vielmehr kann sie überall unterhalb einer Gattung, Art, Unterart, Varietät oder Form positioniert werden.
Das Taxon löste bei seiner Einführung zahlreiche andere, vorher verwandte Begriffe in der Taxonomie von Kulturpflanzen ab, so zum Beispiel Rasse, Kulturschwarm, Typ und Convarietät.

## Beispiele
- Delphinium Belladonna-Gruppe
- Phlox Paniculata-Gruppe

Bezeichnungen von Gruppen, die in einer anderen Sprache als Latein geprägt wurden, dürfen in die jeweiligen Sprachen übersetzt werden. Beispiele hierfür sind:
- Fagus sylvatica Purpurblättrige Gruppe
  - englisch: Fagus sylvatica Purple-leaved Group
  - französisch: Fagus sylvatica Groupe à Feuilles Pourpres
  - italienisch: Fagus sylvatica Gruppo con Foglie Purpuree
- Brassica oleracea Rosenkohl-Gruppe
  - englisch: Brassica oleracea Brussels Sprout Group
  - französisch: Brassica oleracea Groupe du Chou de Bruxelles

Die Bezeichnung eines einzelnen Cultivars darf auch um eine – nicht notwendig eindeutige – Gruppenbezeichnung ergänzt werden; letztere ist dann allerdings in Klammern zu setzen:
- Fagus sylvatica (Purpurblättrige Gruppe) ‘Atropurpurea’